# Atløy
Atløy est un village de Norvège dans le comté de Sogn og Fjordane. Il fait partie de la municipalité de Askvoll.